# Baggböle herrgård
Baggböle herrgård färdigställdes 1846 som förvaltarbostad för Baggböle sågverk, beläget vid Baggböleforsen vid Umeälven cirka 10 km uppströms Umeå centrum, efter ritningar av komministern i Umeå socken, Johan Anders Linder. Vid sidan av prästyrket anlitades J A Linder ofta som arkitekt och byggmästare av olika ståndspersoner i Umeå, som tycks ha uppskattat hans förmåga att rita trähus i empirstil. Enligt Linders dagbok belönades ritningsarbetet vid invigningen 1847 med 50 riksdaler av beställaren James R:son Dickson, företrädare för Göteborgsfirman James Dickson & Co som köpt sågen 1840 – och under det följande årtiondet skulle tillbringa mycken tid i rätten anklagad för vad som allt sedan dess kommit att kallas baggböleri.

## Arkitekturen
Herrgården byggdes av timmer med en slät brädpanel som målats med ljus linoljefärg för att ståndsmässigt likna ett samtida stenhus. Med sina 500 kvadratmeter fördelade på två våningar var det också ett av traktens absolut största hus. Långsidornas fasader är symmetriska och i mitten uppbrutna med tempelgavlar som bärs upp av doriska pilastrar; allt är fortfarande mycket välbevarat. Däremot återstår endast delar av de två flyglar, ekonomibyggnader, skola, trädgårdar och stall, två lusthus och den kägelbana som ursprungligen hörde till byggnaden.

## Sågverksepoken
Från herrgården, som var uppförd högst upp på älvbrinken, hade man då det begav sig utsikt över arbetarbaracker, kontor, materialbodar, smedja, kolhus och båthus, som låg samlade vid älvkanten på det område som numera rymmer trädgården Arboretum Norr. Varken dessa byggnader eller såghusen – det övre byggt 1842, det nedre 1850 – med sina vardera åtta vattendrivna sågramar finns kvar på platsen. En av ramsågarna har dock bevarats och återställts i fungerande skick, och kan numera beskådas vid Umeå Energicentrum i Klabböle, precis på andra sidan Umeälven.
Efter sågverkets storhetstid 1850–1880, då det som mest arbetade cirka 170 man i anläggningen, flyttades sågverksrörelsen (och några av arbetarbarackerna) 1855 till den nya ångsågen i Holmsund, där rörelsen sedan länge haft sin lastageplats. Verksamheten i Baggböle avvecklades och förföll.

## I modern tid
Tack vare en donation kunde Umeå Missionsförsamling 1968 – samma år som herrgården förklarades som byggnadsminne – ta över Baggböle herrgård, som renoverades och återinvigdes 1971. De följande 35 åren sköttes verksamheten av församlingen, som genom i huvudsak ideellt arbete etablerat herrgården som ett populärt sommarkafé och besöksmål i Umeåregionen – inte minst för det årliga firandet av Valborgsmässoafton. 2006 köptes gården och den tillhörande tomten om cirka 340 hektar av en privat affärsman, som inlett ytterligare renoveringar för att kunna utöka den offentliga verksamheten.